# World Science Fiction Society
World Science Fiction Society eller WSFS är ett ideellt litterärt sällskap, vars ändamål är att främja intresse för science fiction. WSFS har inga fasta anställda, bara små stående kommittéer och ett medlemskap bestående av ett stort antal medlemmar/deltagare i dess pågående kongress.
Att hålla i denna årliga Worldcon och att utdela Hugopriset är dess huvudsakliga aktiviteter. WSFS delar även ut John W. Campbell's Award for Best New Writer och administrerar sedan 1975 en parallell budgivning för den lokala ”NASFiC”. Mellan 1974 och 1980 överräckte man ett Gandalf Grand Master Award för livslånga prestationer i att skriva fantasy. 

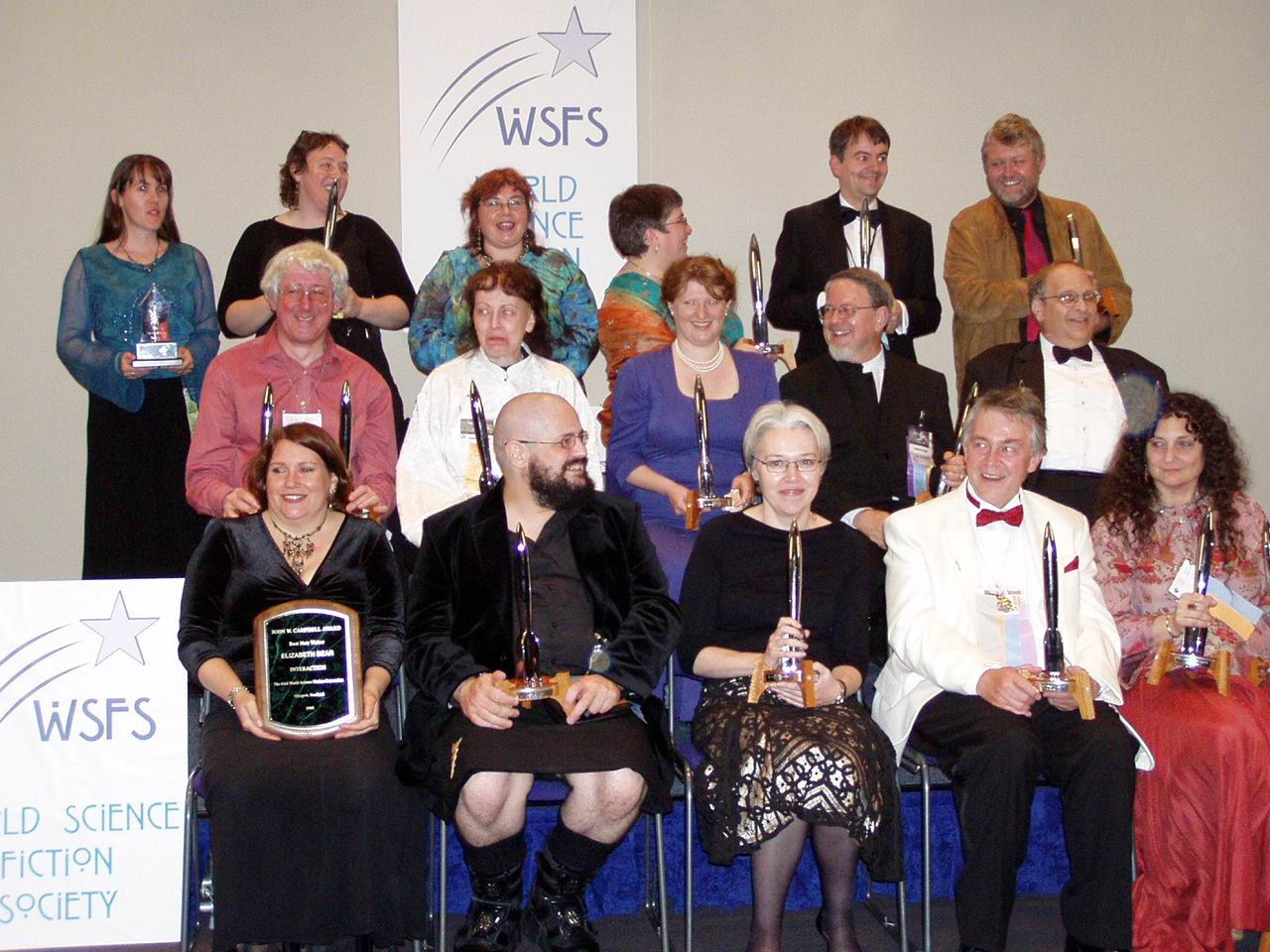
2005 års vinnare av Hugopriset.

## Hugoutmärkelser
Deltagande medlemmar i Worldcon (närvarande eller stödjande) har rösträtt till arbeten inom science fiction och fantasy från föregående kalenderår. Vinnande arbeten erhåller Hugopriset, som har delats ut sedan 1953. Kategorier är bland annat noveller och romaner, konst, dramapresentation och olika yrkesmässiga och fandomrelaterade aktiviteter.

## Worldcon
The World Science Fiction Convention har hållits årligen från 1939 med uppehåll endast krigsåren 1942–1945 och är därmed den science fiction-kongress som har det längsta tidsspannet. Namnet Worldcon ägs av WSFS, vars medlemmar är de betalande deltagarna i evenemanget. Själva evenemangen drivs av ideella, frivilliga fanorganisationer, som avger bud för att få vara värd för den årliga tilldragelsen. Sådana bud skulle ha inkommit tre år i förväg till och med 2004.
De flesta Worldcon har ägt rum i Nordamerika, men de har även hållits i Storbritannien, Tyskland, Australien , Nederländerna och i Japan. Omröstning sker bland de betalande deltagarna, som därigenom bestämmer läget för den kommande kongressen numera två år i förväg. 

### TypiskaWorldcon-aktiviteter
- WSFS-angelägenheter som presentation av vinnarna till Hugopriset, omröstning för kommande Worldcon och WSFS-interna möten.
- Paneldiskussioner över diverse teman och områden
- Tal och presentationer av hedersgästen
- Socialt umgänge i "konsuit"en, kongressbarerna och tillställningar ofta arrangerade av andra kongresser eller budgivare, klubbar, publicister/fanzines eller av privata initiativ.
- Rollspel, lajv och annan spelverksamhet
- Filkmusik
- Utklädsel – såväl i den formella tävlingsmaskeraden som tillfälliga Hall-utstyrsel
- Dealers' rum – en stor hall full med folk som säljer böcker, filmer, smycken, utstyrsel med utrustning, spel, serier med mera.
- Galleri - målningar, teckningar, skulptur och annat på SF- och fantasy-teman.
- Live performance
- SF-filmvisning och TV-shower
- Stödjande aktiviteter för fandom och yttre välgörenhet

### Lista överWorldconsefter millennieskiftet
Kolumnen Deltagarantal upptar två tal: antalet betalande medlemmar som faktiskt deltog i kongresser och totala antalet medlemmar det året (inom parentes). Tillgängliga data är inte alltid kompletta och fel kan därför förekomma. 
|      | År   | Namn               | Stad                       | Land           | Hedersgäst | Deltagarantal  |
| ---- | ---- | ------------------ | -------------------------- | -------------- | --- | -------------- |
| 58:e | 2000 | Chicon 2000        | Chicago, Illinois          | USA            | Ben Bova (författare) Bob Eggleton (artist) Jim Baen (redaktör) Bob & Anne Passovoy (fan)                                                                                                 | 5 794 (6 574)  |
| 59:e | 2001 | Millennium Philcon | Philadelphia, Pennsylvania | USA            | Greg Bear (författare) Stephen Youll (artist) Gardner Dozois (redaktör) George H. Scithers (fan)                                                                                          | 4 840 (6 269)  |
| 60:e | 2002 | ConJosé            | San Jose, Kalifornien      | USA            | Vernor Vinge (författare) David Cherry (artist) Bjo & John Trimble (fan) Ferdinand Feghoot (imaginär)                                                                                     | 5 162 (5 916)  |
| 61:a | 2003 | Torcon 3           | Toronto                    | Kanada         | George R. R. Martin (författare) Frank Kelly Freas (artist) Mike Glyer (fan) Robert Bloch ("GoHst of Honor")                                                                              | 3 834 (4 986)  |
| 62:a | 2004 | Noreascon 4        | Boston, Massachusetts      | USA            | Terry Pratchett (pro) William Tenn (pro) Jack Speer (fan) Peter Weston (fan) | 5 651 (7 485)  |
| 63:e | 2005 | Interaction        | Glasgow, Skottland         | UK             | Greg Pickersgill Christopher Priest Robert Sheckley Lars-Olov Strandberg Jane Yolen | 4 115 (5 202)  |
| 64:e | 2006 | L.A.con IV         | Anaheim, California        | USA            | Connie Willis (författare) James Gurney (artist) Howard DeVore (fan) Frankie Thomas (speciell)                                                                                            | 5 738 (6 291)  |
| 65:e | 2007 | Nippon 2007        | Yokohama                   | Japan          | Sakyo Komatsu (författare) David Brin (författare) Takumi Shibano (fan) Yoshitaka Amano (artist) Michael Whelan (artist)                                                                  | 2 788 (4 010)  |
| 66:e | 2008 | Denvention 3       | Denver, Colorado           | USA            | Lois McMaster Bujold (pro) Tom Whitmore (fan) Rick Sternbach (artist) | 3 751          |
| 67:e | 2009 | Anticipation       | Montréal, Québec           | Kanada         | Neil Gaiman (pro) Elisabeth Vonarburg ("invitée d'honneur") Taral Wayne (fan) David Hartwell (redaktör) Tom Doherty (förläggare) Ralph Bakshi (artist)                                    |                |
| 68:e | 2010 | Aussiecon Four     | Melbourne                  | Australien     | Kim Stanley Robinson (författare) Robin Johnson (fan) Shaun Tan (artist) |                |
| 69:e | 2011 | Renovation         | Reno, Nevada               | USA            | Tim Powers Ellen Asher Boris Vallejo Charles N. Brown |                |
| 70:e | 2012 | Chicon 7           | Chicago, Illinois          | USA            | Mike Resnick (författare) Rowena Morrill (artist) Story Musgrave (astronaut) Peggy Rae Sapienza (fan) Jane Frank (agent) Sy Liebergot (NASA Mission Controller) John Scalzi (toastmaster) |                |
| 71:a | 2013 | LoneStarCon 3      | San Antonio, Texas         | USA            | Ellen Datlow (författare) James Gunn (författare) Willie Siros Norman Spinrad Darrell K. Sweet Paul Cornell (toastmaster) Leslie Fish Joe R. Lansdale                                     | 4 311 (6 060)  |
| 72:a | 2014 | LonCon 3           | London                     | Storbritannien | Iain Banks (författare in Memoriam) John Clute Malcolm Edwards Chris Foss Jeanne Gomoll Robin Hobb Bryan Talbott                                                                          | 7 951 (10 833) |
| 73:e | 2015 | Sasquan            | Spokane, Washington        | USA            | Brad Foster David Gerrold Vonda McIntyre Tom Smith Leslie Turek | 4 644 (10 350) |
| 74:e | 2016 | MidAmeriCon II     | Kansas City, Missouri      | USA            | Kinuko Y. Craft Patrick Nielsen Hayden Teresa Nielsen Hayden Tamora Pierce Michael Swanwick                                                                                               |                |
| 75:e | 2017 | Worldcon 75        | Helsingfors                | Finland        | |                |